# 日本行動科学学会
日本行動科学学会（にほんこうどうかがくがっかい、英語: Japanese Association Of Behavioral Science (JABS)）は、日本の学術研究団体の一つ。

## 概要
1993年設立。学術研究団体としての種別は単独学会。
心理学や教育学を学術研究領域としている。「行動」の総合的な科学を構築するための学際的な研究交流の場として設立され、その前身は1960年に設立された異常行動研究会（Personality and Behavioral Disorder、PBD）である。
日本心理学諸学会連合に加盟している。本部は同志社大学心理学部内に置かれている。

## 沿革
- 1960年 - 異常行動研究会設立。
- 1993年 - 日本行動科学学会設立。

## 刊行物

### 行動科学
- 誌名（和文）：行動科学
- 誌名（欧文）：Behavioral Science Research
- 創刊年：1993
- 資料種別：ジャーナル（査読付き論文を含む）
- 使用言語：日英混在
- 発行形態：印刷体
- 著作権帰属先：学会
- クリエイティブコモンズ：定めていない
- 購読：有料